# Olga Alexandrowna Fedtschenko

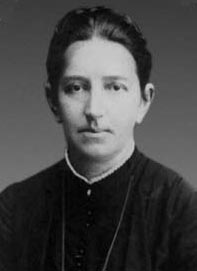
Olga Fedtschenko

Olga Alexandrowna Fedtschenko (russisch Ольга Александровна Федченко, auch Fedchenko transkribiert; * 18. Novemberjul. / 30. November 1845greg.; † 24. April 1921 in Petrograd) war eine russische Botanikerin. Ihr offizielles botanisches Autorenkürzel lautet „O.Fedtsch.“

## Biografie
Sie war die Tochter des Medizinprofessors an der Moskauer Universität Alexander Ossipowitsch Armfeldt (1806–1868) und sammelte schon als Jugendliche Insekten und Pflanzen.  Sie schloss sich in Moskau einer Gesellschaft junger Naturforscher an und übersetzte biologische Werke aus dem Deutschen und Französischen. Am Zoologischen Museum in Moskau lernte sie Alexei Pawlowitsch Fedtschenko, kennen, den sie 1867 heiratete und den sie 1868 bis 1872 auf Expeditionen in Turkestan begleitete, in denen sie sich als Botanikern betätigte. 1872 besuchte das Ehepaar Deutschland und die Schweiz und in Leipzig wurde 1872 ihr Sohn Boris Alexejewitsch Fedtschenko (1872–1947) geboren, der ebenfalls Biologe wurde. 1873 starb ihr Ehemann beim Versuch den Mont Blanc zu besteigen. In der Folge vollendete sie mit Hilfe anderer Wissenschaftler die wissenschaftlichen Reiseberichte nach Turkestan, an denen ihr Mann gearbeitet hatte. Sie setzte ihre botanische Arbeit teilweise mit ihrem Sohn fort und besuchte auch nochmals Zentralasien (Kirgisien, West Tian Shan, und mit ihrem Sohn 1901 in das Pamir-Gebirge). Sie reiste auch in den südlichen Ural, den Kaukasus, die Krim und legte auf dem Familiensitz 1895 einen Botanischen Garten für orientalische Pflanzen in Moschaisk an mit vielen Pflanzen, die sie auf ihren Reisen sammelte. Er wurde 1921 durch Bolschewiki zerstört.
1906 wurde sie korrespondierendes Mitglied der Russischen Akademie der Wissenschaften. Sie war Ehrenmitglied der Moskauer Gesellschaft der Naturforscher.
Die Korbblütler-Gattung Olgaea ist ihr zu Ehren benannt und rund 40 Pflanzennamen wie die Olga-Steppenkerze. Der Asteroid des äußeren Hauptgürtels (3195) Fedchenko ist nach ihr, ihrem Mann und ihrem Sohn benannt.

## Schriften
- Fedtschenkos Reisen in Turkestan 1868–1870, Petermanns Mitteilungen 1874
- Flore du Pamir, d'après les explorations personnelles en 1901 et celles des voyageurs précédents, St. Petersburg 1903
- mit Boris Fedtschenko: Conspectus Florae Turkestanicae 1913
- mit Boris Fedtschenko: Plantea asiae mediae, 1906 bis 1916